# The Veteran's Pension
The Veteran's Pension è un cortometraggio muto del 1911 diretto da Frank Wilson.

## Trama
Un sergente segue dei vagabondi che hanno rapinato della pensione un vecchio soldato.

## Produzione
Il film fu prodotto dalla Hepworth.

## Distribuzione
Distribuito dalla Hepworth, il film - un cortometraggio di 178,2 metri - uscì nelle sale cinematografiche britanniche nel luglio 1911.
Si conoscono pochi dati del film che, prodotto dalla Hepworth, fu distrutto nel 1924 dallo stesso produttore, Cecil M. Hepworth. Fallito, in gravissime difficoltà finanziarie, il produttore pensò in questo modo di poter almeno recuperare il nitrato d'argento della pellicola.